# Fêtes galantes (Verlaine)
Pour les articles homonymes, voir Les Fêtes galantes.
Fêtes galantes est un recueil de poèmes de Paul Verlaine publié en 1869. C'est le deuxième recueil signé par le poète après les Poèmes saturniens de 1866. (Il a cependant édité en 1868, sous pseudonyme et clandestinement, Les Amies, recueil de poèmes saphiques qu'il intègrera en 1889 dans Parallèlement). Ce recueil court, composé de vingt-deux poèmes dans des formes métriques très variées, met en scène des scènes de séduction et de badinage amoureux entre des personnages issus du monde de la commedia dell'arte italienne et d'une campagne idéalisée.

## Genèse et histoire éditoriale
Après les Poèmes saturniens publiés en 1866, Verlaine travaille à plusieurs projets de front et s'écarte rapidement de l'esthétique du Parnasse à laquelle son premier recueil paraissait adhérer sans pouvoir s'y limiter.
En 1867, il publie sous le pseudonyme de Pablo-Maria de Herlânes une plaquette, Les Amies, présentée comme regroupant des « scènes d'amour saphiques », c'est-à-dire d'amour lesbien, et qu'il ne publie sous son vrai nom qu'en 1889 dans Parallèlement.
Dans le même temps, il compose plusieurs poèmes, dont les premiers poèmes de Fêtes galantes qui paraissent dans des revues.
Références de ces parutions, avec les premiers titres donnés aux poèmes :
- « Clair de lune » : La Gazette rimée, 20 février 1867, sous le titre « Fêtes galantes ».
- « Mandoline » :  La Gazette rimée, 20 février 1867, sous le titre « Trumeau ».
- « À la promenade », « Dans la grotte », « Les Ingénus », « À Clymène », « En sourdine », « Colloque sentimental » : L'Artiste, 1er juillet 1868. Les six poèmes sont groupés sous le titre « Nouvelles fêtes galantes ».
- « Cortège » et « L'Amour par terre » : L'Artiste, mars 1869, groupés sous le titre Poésie[3].
- "sur l'herbe"

La première édition du recueil complet est achevée d'imprimer le 20 février 1869, tirée à 350 exemplaires, éditée par Alphonse Lemerre mais à compte d'auteur, comme tous les recueils de Verlaine jusqu'à Jadis et Naguère. Le recueil est mis en vente en mars.
Une réédition du recueil, comportant quelques corrections, paraît en 1886, tirée à 600 exemplaires dont cent destinés à l'auteur.

## Structure
Composé de 22 pièces aux mètres rapides et aux strophes peu nombreuses et courtes, ce recueil se présente au premier abord comme une suite de fantaisies à la manière de Watteau dans lesquelles Verlaine multiplie les jeux de prosodie, mais le sentiment de l'échec et de la vanité des jeux amoureux des petits marquis et des Colombines colore peu à peu le recueil, jusqu'au poème final, le célèbre Colloque sentimental où 

« Dans le vieux parc solitaire et glacé (…) 
L'espoir a fui, vaincu, vers le ciel noir. »

## Accueil critique
Le livre ne rencontre presque aucun écho à sa sortie. Francis Magnard, alors directeur du Figaro, boude le recueil dans un article du 25 mars :

« M. Paul Verlaine se fait remarquer, dans la foule des Parnassiens, au-dessous de M. Coppée et de M. Sully-Prudhomme, par une veine curieuse de recherche et d'afféterie voulue. […] Dans ses Fêtes galantes qui viennent de paraître, il se contente d'être contourné, incrusté et tourmenté comme un meuble de Boule (sic, pour Boulle), bariolé comme un oiseau des îles, remuant comme un pantomime. Pas de sentiment, à peine des impressions ; et pourtant il y a là un talent qui s'éveillera, ce me semble, le jour où M. Verlaine voudra penser et écrire autre chose que d'aimables balivernes rimées. Ses défauts ne sont pas ceux d'un homme nul, ni ceux d'un esprit vulgaire. »

(Suit une citation du poème « Les Coquillages », dont Magnard tait le dernier vers pour des raisons de morale à cause de l'allusion érotique qu'il contient.)

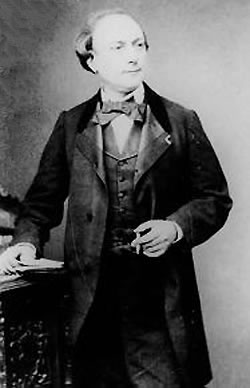
Théodore de Banville fait partie des poètes qui influencent Verlaine pour Fêtes galantes.

Le recueil vaut à Verlaine un billet élogieux de Victor Hugo le 16 avril 1869, sans enthousiasme particulier par rapport aux compliments qu'il adresse régulièrement à d'autres auteurs, et un article de Théodore de Banville dans le journal Le National le 19 avril. Banville, dont la poésie influence Verlaine, apprécie l'univers du recueil, qu'il rapproche des tableaux du peintre Antoine Watteau :

« Mais il est des esprits affolés d'art, épris de la poésie plus que la nature, qui, pareils au nautonnier de l’Embarquement pour Cythère, au fond même des bois tout vivants et frémissants rêvent aux magies de la peinture et des décors ; qui, entendant chanter le rossignol et murmurer le zéphyr, regrettent les accords des harpes et des luths, et qui, même dans les antres sauvages, dans les retraites sacrées des nymphes échevelées et nues, veulent des Amintes et des Cydalises savamment coiffées et vêtues de longues robes de satin couleur de pourpre et couleur de rose ! À ceux-là je dirai : emportez avec vous les Fêtes galantes de Paul Verlaine, et ce petit livre de magicien vous rendra suave, harmonieux et délicieusement triste, tout le monde idéal et enchanté du divin maître des comédies amoureuses, du grand et sublime Watteau. »

Antoine Watteau, le Pèlerinage à l'île de Cythère, 1717.

L'auteur qui remarque le plus Fêtes galantes est Arthur Rimbaud, qui les lit en 1870 et en parle à Georges Izambard dans une lettre du 25 août. Il en dit ceci : 

« J'ai les Fêtes Galantes de Paul Verlaine, un joli in-12 écu. C'est fort bizarre, très drôle ; mais vraiment, c'est adorable. Parfois de fortes licences : ainsi, Et la tigresse épou — vantable d'Hyrcanie est un vers de ce volume. »

Le vers cité est le vers 3 du poème « Dans la grotte ». Rimbaud parle immédiatement ensuite de La Bonne Chanson, autre recueil de Verlaine, qu'il a également apprécié.

Malgré ce premier accueil discret, l'opinion des critiques change rapidement, et, dès les années 1880, Fêtes galantes est considéré comme l'un des meilleurs recueils de Verlaine, l'un de ceux où son originalité poétique est la plus grande. Dans son livre Nos Poètes, paru en 1888, Jules Tellier, jeune poète ami de Verlaine, voit dans ce recueil le chef-d'œuvre du poète et écrit : 

« Cette délicieuse pureté de forme et de fond, jamais M. Verlaine ne la retrouvera. »

Debussy publie en 1903 et 1904, sous le nom de Fêtes galantes, six mélodies composées sur des poèmes du recueil.

### Éditions du recueil
- Fêtes galantes, portrait d'après Fantin-Latour, avertissement d'Ernest Dalahaye, Messein, coll. « Les Manuscrits des maîtres », 1920 ; réimpression par La Bibliothèque de l'image, 1997. (Fac-similé du manuscrit.)
- Paul Verlaine, Œuvres poétiques complètes, texte établi et annoté par Yves-Gérard Le Dantec, édition revue, complétée et présentée par Jacques Borel, Paris, Gallimard, « Bibliothèque de la Pléiade », 1962. Édition augmentée : 1989.
- Paul Verlaine, Œuvres poétiques, textes établis avec chronologie, introduction, notes, choix de variantes et bibliographie par Jacques Robichez, Classiques Garnier, 1969. Édition revue : Dunod, Classiques Garnier, 1995.
- Verlaine, Fêtes galantes. La Bonne Chanson : précédées des Amies, Paris, Librairie générale française, coll. « Livre de poche », 2000.
- Paul Verlaine, Fêtes galantes. Romances sans paroles, précédé de Poèmes saturniens, édition établie par Jacques Borel, Paris, Gallimard, « Poésie », 1973.

### Études
- J.-H. Bornecque, Lumière sur les Fêtes galantes, Nizet, 1959.
- Sébastien Mullier, « Un singe à Cythère : Verlaine et la fête galante », Études françaises, vol. 51, n° 3, 2015, p. 53-75 (lire en ligne).
- Steve Murphy (dir.), Lectures de Verlaine. Poèmes saturniens, Fêtes galantes, Romances sans paroles, Rennes, Presses universitaires de Rennes, 2007.
- Georges Zayed, « La tradition des fêtes galantes et le lyrisme verlainien », Cahiers de l'Association internationale des études françaises, volume 43, no 43, 1991, p. 281-299. [lire en ligne]